# Baureihe 612
De Baureihe 612, ook wel Regio Swinger genoemd, is een tweedelig dieselhydraulisch treinstel, uitgerust met kantelbaktechniek, voor het regionaal personenvervoer van de Deutsche Bahn (DB).

## Geschiedenis
De trein werd ontworpen voor regionaal personenvervoer op trajecten met veel bochten. De treinen van het type Regio Swinger zijn de voortzetting van het type BR 611. De bij deze treinen gebruikte technologie werd door ADtranz verder ontwikkeld. Door met name technische problemen werden de laatste acht treinen bestemd voor DB niet van Bombardier afgenomen. Op 22 juli 2003 werden deze treinen als type 7123 aan de Hrvatske željeznice (HŽ) verkocht.
DB Regio heeft voor treinen in de deelstaat Thüringen een aanbesteding uitgeschreven. Het gaat om een nieuw interieur van 16 zitplaatsen in de 1e klas en 118 zitplaatsen in de 2e klas, voor 21 treinen uit de 1e serie, 8 treinen uit de 2e serie en 7 treinen uit de 3e serie.
Op 8 december 2009 ontspoorde het achterste deel van de Regionalexpress-Zug RE 6 om 9.55 uur op het traject tussen Bad Lausick en Geithain bij halte Hopfgarten. Dit werd veroorzaakt doordat de motor los raakte en onder het rijtuig viel. Hierdoor ontstond schade aan het treinstel en aan de bovenbouw van de spoorbaan.

## Constructie en techniek
De trein is opgebouwd uit een aluminium frame met een frontdeel van GVK. Om meer comfort op lange afstand te bieden werd kantelbaktechniek toegepast. Deze treinen kunnen tot vier stuks gecombineerd rijden. De treinen zijn uitgerust met luchtvering. Typerend aan deze trein is de toepassing van Scharfenberg-koppelingen.

### Kantelbaktechniek
In tegenstelling tot de kantelbaktechniek van Fiat zijn deze treinen uitgerust met een elektronisch geleide techniek, waarbij de hoeken van drie draaistellen gemeten worden. Bij de treinen zorgt een computer ervoor dat door een hydraulisch systeem de hoek van een bocht tot 8° wordt vergroot.
Vanaf 21 oktober 2009 reden de treinen van de Baureihen 611 en 612 zonder kantelbaktechniek, vanwege het optreden van functiestoringen. Het gevolg hiervan waren oplopende vertragingen in de dienstuitvoering. Sinds 12 december 2010 mogen deze treinen in Oberfranken weer gebruikmaken van de kantelbaktechniek. Medio 2011 volgden de trajecten in Saaletal en in Unterfranken.

## Treindiensten
De treinen worden/werden door de Deutsche Bahn ingezet op de volgende trajecten.

### DB Regio Bayern
- RE Regensburg - Schwandorf - Weiden - Marktredwitz - Hof
- RE Würzburg - Bamberg - Hof/Bayreuth (1 x per twee uur)
- RE Neurenberg - Schwandorf/Weiden
- RE 7 Würzburg - Suhl - Erfurt (1 x per twee uur „Mainfranken-Thüringen-Express“)
- RB Würzburg - Schweinfurt - Ebenhausen - Bad Kissingen (1 x per twee uur)
- IRE 1 Nürnberg - Bayreuth - Hof - Zwickau - Chemnitz - Dresden (1 x per twee uur, „Franken-Sachsen-Express“)
- RB Hof - Bad Steben (om 6:34 Uhr als RE naar Saalfeld)
- RE Hof/Bayreuth - Lichtenfels - Saalfeld (1 x per twee uur)
- RE Hof - Bamberg
- RE Hof - Würzburg
- RE Hof - Neurenberg
- RB Lichtenfels - Kronach
- RE Nürnberg - Donauwörth - Augsburg - Buchloe - Kempten - Immenstadt - Lindau/Oberstdorf („Allgäu-Franken-Express“)
- RE Lindau - Immenstadt - Kempten - Memmingen - Ulm (1 x per twee uur)
- RE Oberstdorf - Immenstadt - Kempten - Memmingen - Ulm (1 x per twee uur)

### DB Regio NRW
- RE 17 Hagen - Schwerte (Ruhr) - Fröndenberg - Arnsberg (Westf) - Meschede - Bestwig - Brilon-Wald - Marsberg - Warburg (Westf) - Hofgeismar - Grebenstein - Kassel Hbf - Kassel-Wilhelmshöhe („Sauerland-Express“; tot Warburg (Westf.) en 1 x per twee uur als RegionalExpress naar Kassel.

### DB Regio Südwest
- RE 3 Frankfurt (Main) Hbf - Mainz - Bad Kreuznach - Kirn - Idar-Oberstein - Türkismühle - Saarbrücken (vanaf Frankfurt 1 x per twee uur tot Mainz, vanaf Mainz 1 x per uur)
- RE 4 Karlsruhe - Graben-Neudorf - Germersheim - Speyer - Ludwigshafen - Worms - Mainz (1 x per twee uur)
- RE 6 Karlsruhe - Wörth - Winden - Landau - Neustadt (Weinstr.) (1x per uur)
- RE 12 Trier - Bitburg - Gerolstein - Kall - Euskirchen - Keulen (za: RE 12092, zo: RE 12073)
- RE 25 Koblenz Hbf - Limburg an der Lahn - Gießen (1 x per twee uur)

### DB Regio Südost
- RE 4 Hannover Hbf - Hildesheim - Goslar - Bad Harzburg - Halberstadt - Halle (Saale) ( - Leipzig) (1 x per twee uur, „Harz-Express“)
- RE 6 Leipzig - Chemnitz
- RE 16 Leipzig - Altenburg - Reichenbach (V.) - Hof
- RE 16 Leipzig - Altenburg - Reichenbach (V.) - Adorf (2 x per dag, „Bäder-Express“)
- RE 1 Dresden - Bischofswerda - Görlitz (1 x per twee uur)
- RE 2 Dresden - Bischofswerda - Zittau - Liberec - Tanvald (1 x per twee uur tot Zittau; 1 x per 4 uur tot Liberec; in de weekenden en op Tsjechische feestdagen twee treinparen tot Tanvald)
- RE 3 Nürnberg - Marktredwitz - Hof - Zwickau - Chemnitz - Dresden (1 x per twee uur, „Franken-Sachsen-Express“)
- RE 1 Göttingen - Gotha - Erfurt - Gera - Gößnitz - Zwickau/Chemnitz (1 x per twee uur)
- RE 3 Erfurt - Gera - Altenburg (1 x per twee uur, levert tussen Erfurt en Schmölln samen met de RE 1 een uurdienst)
- RE 14 Erfurt - Meiningen (2 x per dag)